# アイノ・アールト
アイノ・アールト（フィンランド語: Aino Aalto, 1894年1月25日 - 1949年1月13日）は、フィンランドの建築家、インテリアデザイナー。「アールト」は、「アアルト」とも表記される。

## 来歴
1894年、ヘルシンキに生まれる。父親は、鉄道会社で車掌として勤務していた。両親は、ともにハメの地域の出身である。出生時の姓は「マンデリン」 (Mandelin) であったが、1906年5月12日、一家はフィンランド語の「マルシオ」 (Marsio) という姓を授かる。子どもの頃は、ルオホラハデンカトゥ (Ruoholahdenkatu) にあるアパートメントに住んでいた。
ヘルシンキ・フィンランド女子学校 (Helsingin Suomalainen Tyttökoulu) で学んだ後、1913年9月4日、ヘルシンキ工科大学の建築学科に入学する。大学在学中にアルヴァ・アールトと出会っている。
1919年、庭園デザインなどを行う建築家ベント・シャリンのもとでインターンを経験している。同年の夏に、ツムストッケン (Tumstocken) 協会が設立され、アイノもこの活動に参加している。ツムストッケンは、スウェーデン語で折りたたみ定規を意味する言葉である。1920年1月20日に大学を卒業した後、建築家オイヴァ・カッリオの事務所に勤務する。1923年、ユヴァスキュラに移転し、建築家グンナール・A・ワハルロースの事務所に勤務する。
1924年の冬に、アルヴァ・アールト建築家事務所 (Arkkitehtitoimisto Alvar Aalto) にアシスタントとして勤務し始め、同年10月6日、アルヴァと結婚する。1925年に娘をもうける。1927年、一家でトゥルクに移転する。1928年に息子をもうける。

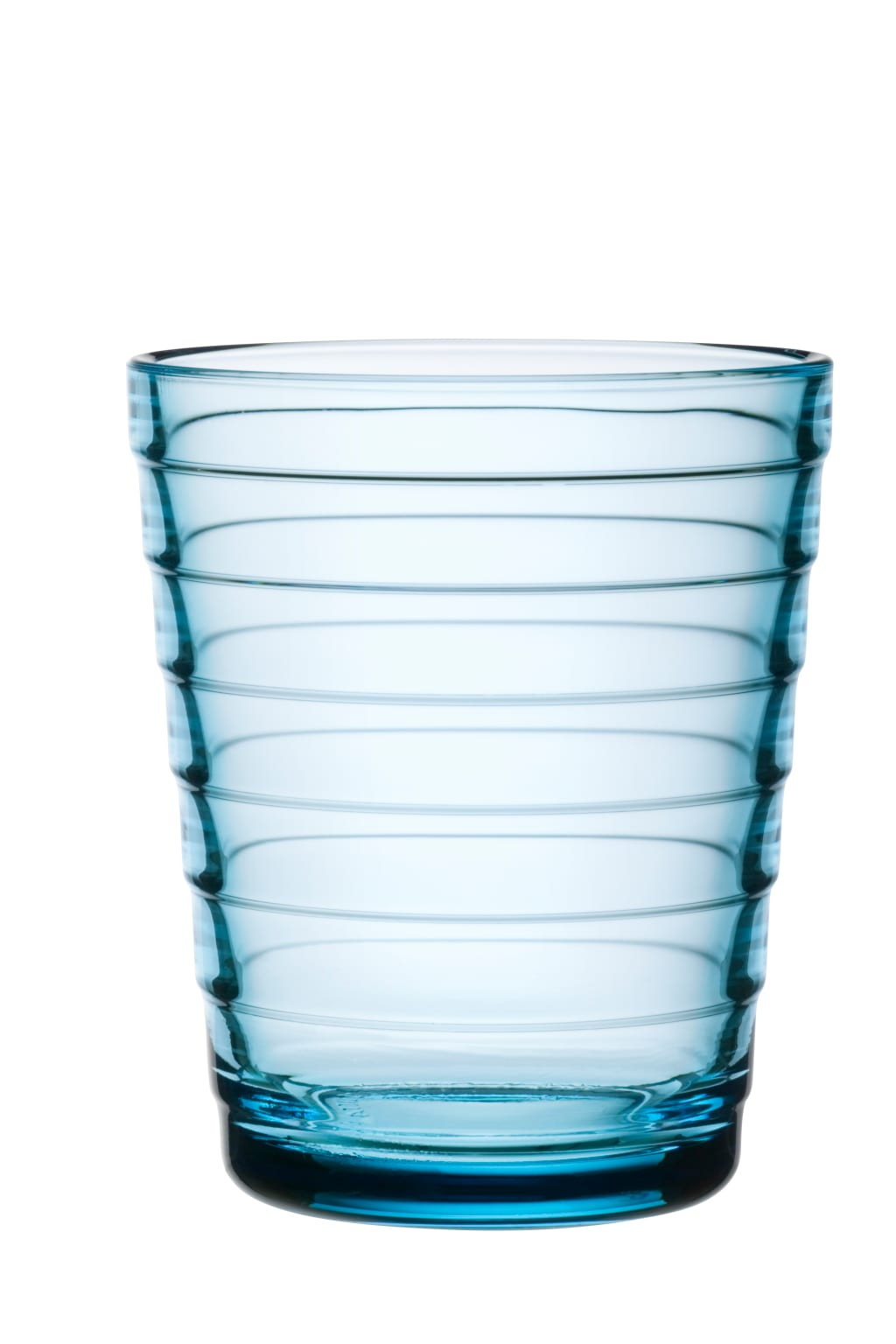
ボルゲブリック

1930年代の初期に胸部に悪性腫瘍が発見され、1931年の秋に手術を受けている。1932年、カルフラ＝イッタラ・ガラス器製造が主催するデザインコンペティションの型押しガラス部門において、ガラス器のボルゲブリック (Bölgeblick) シリーズが2等に入賞する。1933年、ミラノ・トリエンナーレにおいて、パイミオのサナトリウムの家具が国際的に称賛される。同年、ヘルシンキに移転する。
1935年、アルヴァらとともに、家具の製造・販売を行うアルテック社を設立する。1936年、ミラノ・トリエンナーレにおいて、フィンランド館の会場構成でグランプリを受賞した他、ボルゲブリック・シリーズのデザインでゴールド・メダルを受賞している。このシリーズは、後に「アイノ・アールト」シリーズと呼ばれるようになる。
1941年、アルテック社の経営者となる。1946年、癌であると診断されるも、勤務を続ける。1948年、アルヴァとともにイタリアを訪問する。同年、病気が急激に悪化する。1949年1月13日、自宅にて死去する。

## 主な作品
アルヴァ・アールト建築家事務所による作品のうち、アイノが明確に関与したとされる作品を挙げる。
- ヴィラ・フローラ（1926年）
- ポイティア教区教会（1930年）
- ボルゲブリック・シリーズ（1932年）
- ノールマルク子供福祉健康センター（1945年）
- 夏の家、ヘイノラ（1948年）